# زاسکیا اسکن
زاسکیا اسکن (زاده ۲۸ اوت ۱۹۶۱) یک سیاستمدار آلمانی از حزب سوسیال دموکرات آلمان (SPD) است که از دسامبر ۲۰۱۹ رهبری حزب سوسیال دموکرات آلمان را (بطور مشترک نوربرت والتر-بوریانس) بر عهده دارد. وی از سال ۲۰۱۳ عضوی از بوندستاگ است. اسکن متخصص فناوری اطلاعات است.

## زندگی و حرفه
اسکن در سال ۱۹۶۱ در اشتوتگارت متولد شد. وی پس از تحصیلات ناتمام در زمینه ادبیات و جامعه‌شناسی، در سال ۱۹۹۰ گواهینامه تخصصی در رشته فناوری اطلاعات دریافت کرد و تا زمان تولد فرزندانش در این حوزه مشغول به کار بود.

## زندگی سیاسی
اسکن در سال ۱۹۹۰ وارد حزب سوسیال دموکرات شد و در انتخابات فدرال ۲۰۱۳ از منطقه کالو وارد بوندستاگ شد. وی عضوی از کمیته برنامه دیجیتال بوندستاگ می‌باشد و سمت وی در این کمیته گزارشگر گروه پارلمانی در زمینه حفظ حریم خصوصی، امنیت رایانه، آموزش دیجیتال و دولت الکترونیکی است. .
از سال ۲۰۱۳ تا ۲۰۱۷، اسکن عضو کمیته ارزیابی آموزش، تحقیقات و فناوری و همچنین هیئت مشورتی مجلس برای توسعه پایدار بود. پس از انتخابات سال ۲۰۱۷، وی به کمیته امور داخلی بوندستاگ پیوست.
اسکن در داخل گروه پارلمانی خود، عضوی از گروه‌های کاری در زمینه مسائل دیجیتالی (از سال ۲۰۱۴) و حمایت از حقوق مصرف‌کننده (از سال ۲۰۱۸) و همچنین عضوی گروه چپ پارلمانی، یک انجمن نمایندگان چپ‌گرا در بوندستاگ است.
در مذاکرات برای تشکیل یک دولت ائتلافی تحت رهبری صدراعظم آنگلا مرکل پس از ۲۰۱۷ انتخابات فدرال، اسکن به عضویت گروه کاری در سیاست‌های دیجیتال درآمد که توسط هلگه براون، دروته بر و لارس کلینگبایل رهبری می‌شد.
اسکن همراه با نوربرت والتر بوریانس آمادگی خود را برای نامزدی در انتخابات رهبری حزب سوسیال دموکرات آلمان در سال ۲۰۱۹ اعلام کرد. و در دور دوم انتخابات رهبری حزب در نوامبر ۲۰۱۹ برنده شد و به رهبری حزب سوسیال دموکرات رسید.

## فعالیتهای دیگر

### آژانس‌های نظارتی
- آژانس شبکه فدرال برق، گاز، ارتباطات، پست و راه‌آهن (BNetzA)، عضو هیئت مشورتی (از سال 2018)[۶]

### سازمانهای غیرانتفاعی
- بنیاد حریم خصوصی، عضو هیئت مشاوره استراتژیک[۷]
- Ein Netz für Kinder، عضو هیئت امنا (از سال ۲۰۱۴)
- فدراسیون آلمان برای حفاظت از محیط زیست و طبیعت (BUND)، عضو
- صلح سبز، عضو
- اتحادیه صنفی خدمات متحد آلمان (ver.di)، عضو
- آژانس فدرال آموزش مدنی، عضو علی‌البدل هیئت امنای (۲۰۱۴–۲۰۱۸)

## مواضع سیاسی
در مارس ۲۰۱۹، اسکن با دستورالعمل اتحادیه اروپا دربارهٔ حق چاپ در بازار واحد دیجیتال و ماده ۱۳ آن مخالفت کرد
در سال ۲۰۱۹، اسکن در چندین مورد خواستار مذاکره مجدد در مورد موضوعاتی مانند هزینه‌های دولت و سیاست تغییر آب و هوا در معاهده ائتلاف ۲۰۱۸ شد.

## جنجال
در اواسط سال ۲۰۲۰، دادستانی کل برلین صدها شکایت دریافت کرد که اسکن را به تهمت به خاطر استفاده از اصطلاح "Covidiots" در توییتر متهم می‌کردند. اسکن گفته بود که معترضین در راهپیمایی برلین با نقض قوانین فاصله اجتماعی و نادیده گرفتن الزامات استفاده از ماسک صورت، سلامتی دیگران را تهدید می‌کنند. دادستان با استدلال اینکه اسکن از حقوق اساسی خود برای ابراز عقیده استفاده می‌کند، شکایات حقوقی را رد کرد.